# Fissidens involutus
Fissidens involutus är en bladmossart som beskrevs av William M. Wilson och Mitten 1859. Fissidens involutus ingår i släktet fickmossor, och familjen Fissidentaceae. Inga underarter finns listade i Catalogue of Life.